# Blaženko Lacković

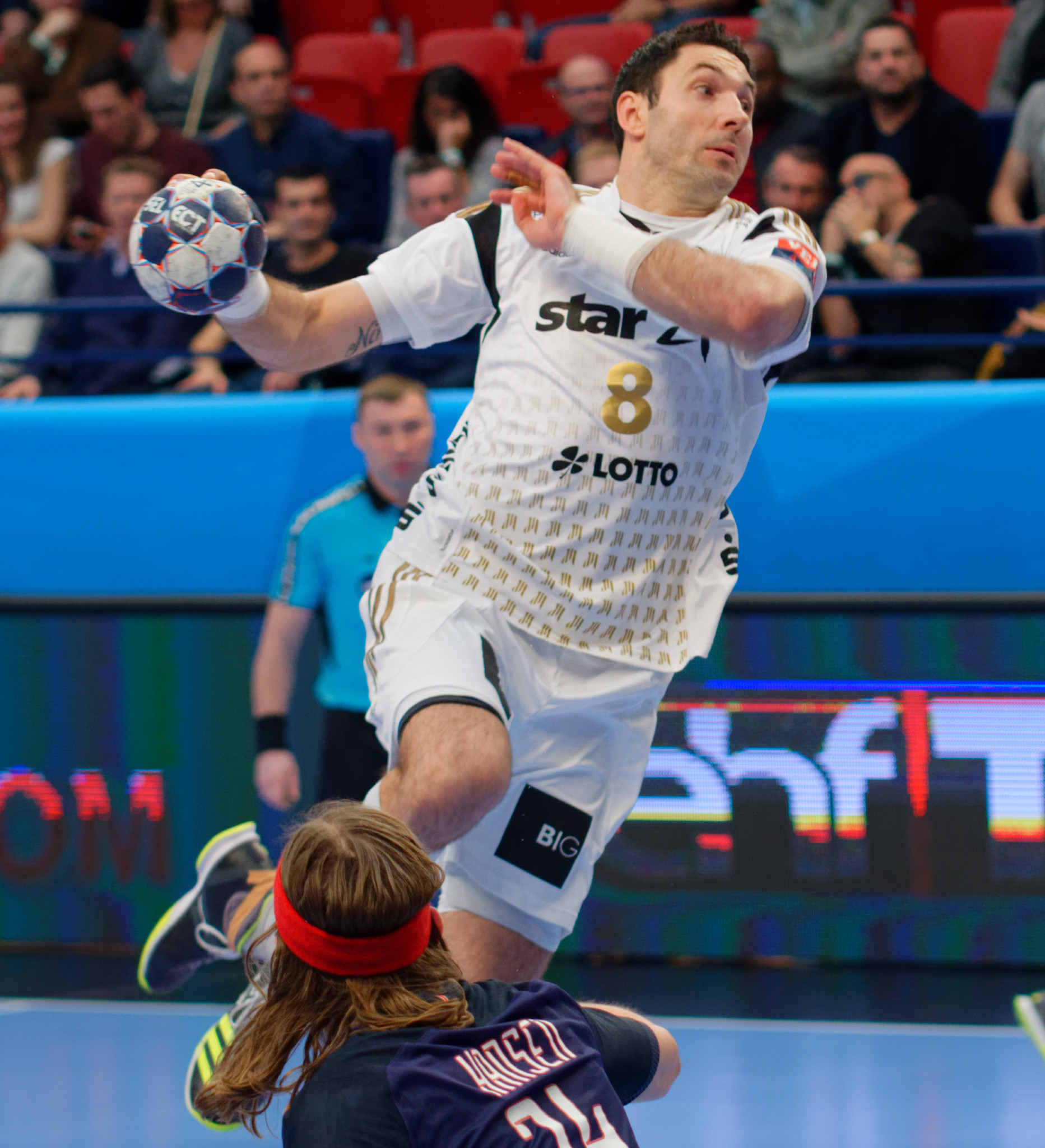
Rencontre de phase de groupe de la ligue des champions 2016-17 entre le PSG et le THW Kiel. A Coubertin, le 12 mars 2017.

Blaženko Lacković, né le 25 décembre 1980 à Novi Marof, est un handballeur croate, évoluant au poste d'arrière gauche.

## Biographie
Avec Ivano Balić et Petar Metličić, il forme pour l'Équipe de Croatie une ligne d'arrière redoutée par toutes les autres nations. Il est notamment champion du monde en 2003 et champion olympique en 2004 à Athènes. Ces titres sont complétés par deux médailles d'argent lors des championnats du monde 2005 et 2009, ainsi que par deux titres de vice-Champion d'Europe en 2008 et en 2010.
En club, après avoir évolué en Croatie, il rejoint la Bundesliga en 2004 pour évoluer au club de SG Flensburg-Handewitt et depuis 2008 au HSV Hambourg avec lequel il remporte la Ligue des champions 2013 et le championnat d'Allemagne en 2011.
En 2014, il signe pour le club macédonien du RK Vardar Skopje.
Il signe en février 2016 dans le club allemand du THW Kiel puis retourne au HSV Hambourg en 2017.

## Palmarès

### Club
Compétitions internationales
- Vainqueur de la Ligue des champions (1) : 2013 (avec HSV Hambourg)
  - Finaliste en 2007 (avec SG Flensburg-Handewitt)

Compétitions nationales
- Vainqueur du Championnat de Croatie (2) : 2003, 2004
- Vainqueur de la Coupe de Croatie (2) : 2003, 2004
- Vainqueur du Championnat d'Allemagne (1) : 2011
- Vainqueur de la Coupe d'Allemagne (2) : 2005, 2010
- Vainqueur de la Supercoupe d'Allemagne (2) : 2009, 2010

### Équipe nationale
Jeux olympiques
- Médaille d'or aux Jeux olympiques 2004 à Athènes,  Grèce
- Médaille de bronze aux Jeux olympiques de 2012 à Londres,  Royaume-Uni

Championnats du monde
- Champion du monde 2003,  Portugal
- Médaille d'argent du Championnat du monde 2005,  Tunisie
- Médaille d'argent du Championnat du monde 2009,  Croatie
- Médaille de bronze du Championnat du monde 2013,  Espagne
- 5e place au Championnat du monde 2007,  Allemagne
- 5e place au Championnat du monde 2011,  Suède

Championnats d'Europe
- Médaille d'argent au Championnat d'Europe 2008,  Norvège
- Médaille d'argent au Championnat d'Europe 2010,  Autriche
- Médaille de bronze au Championnat d'Europe 2012, Serbie
- 4e place au Championnat d'Europe 2004,  Slovénie
- 4e place au Championnat d'Europe 2006,  Suisse

## Récompenses individuelles
- Meilleur arrière gauche au Championnat du monde 2009